# Raschütz

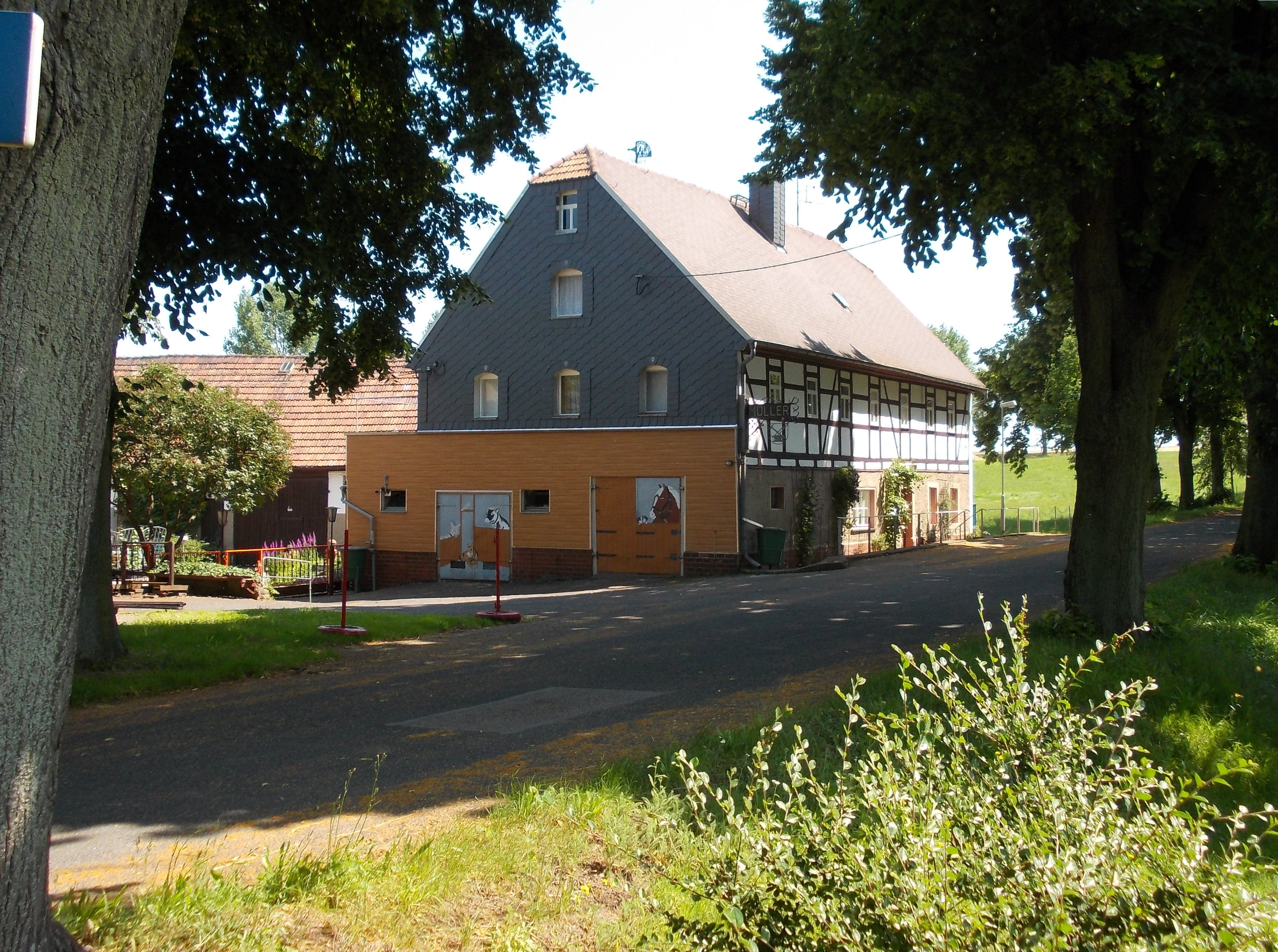
Fachwerkhaus

Raschütz ist seit 2011 ein Ortsteil der Stadt Colditz im Landkreis Leipzig in Sachsen, zuvor war der Ort ein Ortsteil von Zschadraß.

## Lage und Erreichbarkeit
Raschütz liegt ca. 6 km östlich der Stadt Colditz und ist mit der B 176 direkt mit ihr verbunden.

## Geschichte
Als Siedlung wurde Raschütz erstmals 1350 unter dem Namen Raskewicz in Urkunden erwähnt. Am 1. Juli 1950 wurde Raschütz nach Erlbach eingemeindet.